# Менора
Менората (менорах) (на иврит: מְנוֹרָה, менора̀, букв. – светилник) e еврейски седемсвещник, един от най-старите символи в юдаизма, останал трайна емблема на еврейския народ през вековете. Смята се, че първата известна менора е направена при изхода на евреите от Египет и се споменава в Библията. Тя е един от култовите атрибути на скинията по време на скитанията на евреите из пустинята и по-късно – в Соломоновия храм в Йерусалим. В скинията се поставя пред вътрешното светилище в южния край на завесата (парохет), зад която се намира Светая Светих – пространството, в което се съхранява кивотът. В „Изход“ пламъкът ѝ е наречен нер тамид, буквално – постоянна светлина.

## Описание
На Синайската планина Бог описва и показва на Мойсей начина за изработка на менората, както и на всички свещени предмети в скинията. Съгласно Библията тя трябва да бъде изкована от един талант злато, вероятно около 30 – 36 кг и се състои от централен прът, стъпил върху стабилна, тристепенна основа. Според Талмуда тя е стъпаловидна, с височина 3 ширини на дланта. Общата височина на менората е 18 длани, т.е. около 1,33 – 1,73 метра. За да стигне до върха му и да запали светилника, свещенослужителят трябва да се изкачи по трите стъпала. На второто стъпало стоят зехтинът, златна лопатка, златни щипци и останалите принадлежности. В скинията основата е била от акация, но в Храма Соломон заменя дървото с мрамор.
От централния ствол на менората излизат 6 стебла, по 3 от всяка страна. Всяко от тях е разчленено на три части и завършва с чашки (гви‘им) за поставяне на зехтина. Чашките са общо 22 – 11 във вид на пъпки и 9 като цветове. Тези, напомнящи цветя, са с широко отверстие, обърнати навън краища и към дъното се стесняват. Другите, които наподобяват пъпки, са леко ъгловати, със заострен връх. Стеблата са украсени с изображения на бадемови листа, пъпки и цветове. Общата им ширина, както и на най-долната част на основата, е 9 длани. Според израелския изследовател Ури Офир чашките приличат най-много на цветовете на белоснежната лилия (Lilium candidum), които по форма напомнят звездата на Давид.
На относително ранните изображения на менори разклоненията завършват с чашки, разположени на едно ниво или във вид на дъга. При по-късните, краищата са в хоризонтална права линия и разклоненията са свързани с обща пръчка, поставена водоравно.
Менората гори с чист зехтин, приготвян от първосвещеника специално за тази цел. Коените, висши еврейски свещенослужители, палят менората всяка вечер и я почистват всяка сутрин. Йосиф Флавий съобщава, че във Втория храм три от светилниците горят и през деня. Светлината на централния стълб никога не загасва и се нарича „нер тамид“ или „вечна светлина“.
- Бронзова менора с хоризонтално разположени чашки
- Менора с дъговидно разположение на чашките
- Менора с чашки, разположени в обратна дъга
- Менора с триъгълно разположение на чашките
- Менора с разклонения под ъгъл
- Менора за Ханука от 18 век

## Видове
Тъй като Талмудът забранява да се правят точни копия на храмовата менора, повечето светилници от по-късните епохи се изработват с някакви разлики. Например може да отсъстват сложните декоративни елементи или свещниците да не бъдат със 7 клона. Затова, наред със седемсвещната менора се срещат и такива с 4, 6 или 9 ствола.
Менората с 9 свещи се използва при Ханука и е символ на този празник, отбелязващ повторното освещаване на Йерусалимския храм. След победата над сирийците от Макавеите, евреите се завръщат в разрушения храм, за да го пречистят и възстановят. Сред развалините откриват една затворена кана със зехтин, която все още носи печата на първосвещеника. Зехтинът, който тя съдържа е предназначен за еднодневно горене, но благодарение на божие чудо пламъкът гори цели осем дни. В продължение на хиляди години оттогава чудото на Ханука се празнува със специална, осем разклонена менора, за да се отпразнува този случай. Деветият държател се нарича шамаш или „помощната свещ“, която се използва за запалване на другите свещи.

## История
Седемсвещници са открити при разкопките на Сирия и Ханаан, главно в слоевете, датирани към средния и късен бронзов период, т.е. – между 18 век пр.н.е. и 15 век пр.н.е. В по-горните пластове такива находки са рядкост. Всъщност, това не са точно менори, а глинени лампи с формата на купа със 7 вдлъбнатини за фитили, или 7 чашки. Понякога те имат и основа. Светилниците в домовете на обикновените граждани също са наричани менори. Това говори, че вероятно по онова време така са наричали всеки светилник, независимо от формата му. Думата връща специфичното си значение само като храмов седмосвещник чак в края на съществуването на Втория храм.
В Първия храм в Йерусалим, построен от Соломон през 10 век пр.н.е. има 10, елегантно изработени, златни менори – 5 по южната и също толкова по северната стена на основното помещение. Поставени са и сребърни менори, но Библията не дава описание за тях. Те са упоменати в състава на храмовата утвар, взета от вавилонците при второто превземане на Йерусалим, през 586 г. пр.н.е. В списъка на върнатите от Кир II предмети, те обаче не фигурират.
По-късно златната менора от Втория храм е взета, заедно с останалата храмова утвар, от сирийския цар Антиох IV Епифан през 169 г. пр.н.е. и изпратена в Сирия. През 164 – 163 г. пр.н.е., след победата на въстанието на Макавеите, Юда Макавей освещава отново храма и обновява цялата утвар. Не е ясно от какъв материал е изработена новата менора, но мъдреците на Талмуда предполагат, че в началото е била желязна и чак по-късно – заменена със златна. Античният еврейски историк Йосиф Флавий пише, че новата менора е била златна и че три от седемте ѝ свещи са горели денонощно. Според него, тя е заграбена от римляните, когато Тит Флавий Веспасиан превзема Йерусалим през 70 г. пр.н.е. Пълководецът изпраща менората, заедно с други трофеи, на баща си в Рим, където е поставена в Храма на мира (Форума на Веспасиан).
Това, което по-късно се е случило с менората, е обект на много спекулации през векове, което води до различни, понякога колоритни, легенди и научни хипотези за местонахождението ѝ. Според една от версиите, по време на първото разграбване на Рим от вестготите, начело с Аларих I, тя е пренесена в Картаген. По-късно, през 534 г., Картаген е завзет от византийската армия под командването на пълководеца Велизарий и вероятно менората е изпратена в двореца на византийските императори в Константинопол. Според Прокопий Кесарийски, по съвета на един от евреите, който предсказал, че менората носи нещастие, император Юстиниан I разпоредил изпращането на еврейските съкровища на християнските църкви на Йерусалим Предполага се, че ако е останала във Византия, при Четвъртия кръстоносен поход през 1204 г. тя е унищожена. Според някои учени менората се е съхранявала в Рим, докато вандалите не са разграбили града през 455 г. Според други е унищожена при пожар. Следваща версия предполага, че е потънала при корабокрушение в Средиземно море или по река Тибър. Съществува и предположение, че менората е върната в Израел и е скрита на тайно място по пътя към Йерусалим. Една от най-колоритните хипотези гласи, че менората е скрита във Ватикана и престоява с векове в подземията на католишката катедрала „Сан Джовани ин Латерано“, построена през 4 век.

## Разпространение
Древни изображения на менората са срещани на много места – на малките по размер монети на Антигон II Хасмоней от 37 г. пр.н.е., на фрагменти от мазилка (20 × 12,5 см) от времето на Ирод I Велики (37 – 4 г. пр.н.е.), на слънчевия часовник от разкопките на Храмовия хълм от началото на I век пр.н.е. Виждат се по стените на една от гробниците в Йерусалим от 30 – 31 г. пр.н.е., на няколко глинени лампи от древен Хеброн (70 – 130 г. пр.н.е.) и т.н. Изображенията варират в детайлите си, но при всички ясно се открояват трите главни части – основа, ствол и шестте странични стебла.
Едно от най-известните и най-детайлните изображения на менора е това на Триумфалната арка на Тит в Рим, построена през 82 г., издигната в част на обсадата на Йерусалим, победата над евреите и разрушаването на Втория храм. Представлява барелеф върху камък, на който са изобразени пленени евреи на парад в центъра на Рим, след унищожаването на Йерусалим. Те носят в ръце менората и различни храмови предмети, заграбени от поробителите. Менората, издълбана на арката е със закръглени стебла и е моделът, който днес се използва като емблема на държавата Израел.
Между 2 и 4 век римските катакомби изобилстват с изображения както на кръстове, така и на менори. Изображения на светилника са открити и по саркофазите в некропола на древния град Бейт Шеарим (2 – 4 в.), където са погребани и юдеи и християни. При разкопките на синагога от 3 – 6 век на библейския град Ейн Геди е намерена бронзова менора с височина 12,5 см, която е украсявала ковчега за свитъците на Тората.
В централната част на Пловдив, между трите базилики, е разкрита синагогата на Филипополис, изградена към втората четвърт на 3 век. Тя е първата и единствена, археологически засвидетелствана, антична синагога по българските земи. В центъра на мозайка от молитвената зала е изобразена менора, вляво от нея са оформени клонки и листа на финикова палма, а отдолу – надписи на гръцки език. Филипополската синагога е единствената в страната с мозаечен под и изображения на свещените еврейски символи – менора и лулав (финикова палма).

## Менората като символ
Има различни интерпретации за произхода на менората. Мнозина вярват, че тя символизира горящия храст, който Мойсей вижда на планината Синай. Други смятат, че представлява Дървото на Живота в Едемската градина. Следващото предположение казва, че седемте клона символизират седемте дни на Сътворението. Менората олицетворява едновременно единството и многообразието на човешката природа. Всички хора имат общ произход и общи цели (централния ствол), но вървят към тях по различни пътища (6-те разклонения).
В Ерец Израел, като символ на юдаизма, тя влиза в декора на синагогите и в тяхното освещаване. Там по стволовете са изобразени лопатка и шофар – еврейски духов инструмент, често ползван за свикване на хората при извънредно положение. При евреите извън Израел обикновено украсата е от листа на финикова палма и цитрон.
Предполага се, че на менората се придава и месианско значение и тя символизира вярата в появата на бъдещия месия. Мистично значение ѝ приписват и кабалистите. Понякога менорите са били използвани и в католическите църкви като богослужебни предмети.

### Юдаизъм
В противовес на кръста, като символ на християнството, менората се превръща в символ на юдаизма. Живеейки в християнско обкръжение, евреите в по-голяма степен имат потребност от символи на своята религиозна и национална принадлежност. Така след II век е разпространен обичаят, особено сред еврейската диаспора, с изображения на менора да се украсяват стените на гробници, саркофази и други. Нерядко те се срещат и по стъклени съдове, печати и дори камъни.
В юдаизма менората символизира божествената светлина, мъдростта, божествената защита, възраждането, еврейския народ, живота, юдаизма, чудото. Клоните на менората приличат на дърво и по този начин символизират Дървото на Живота. Тя може да се разглежда и като обърнато дърво, чиито клони-корени получават храна от небето.
Древната представа за света включва 7 небеса, състоящи се от 7 планети и 7 сфери. Еврейският философ Филон Александрийски се придържа към този модел и утвърждава схващането за седемте планети, които са най-висшите небесни обекти, достъпни за нашето възприятие. Освен това златото и светлината на менората символизират още божествената светлина и словото. Йосиф Флавий, еврейски историк, пише, че менората, състояща се от общо седемдесет части, напомня за знаците, през които преминават планетите, а седемте светлини върху нея показват потока на планетите, които също са седем. Според него седемте клона на менората са Слънцето, Луната, Меркурий, Венера, Марс, Юпитер и Сатурн.
Дон Исак Абарбанел, испански равин от 15 век, в коментара си за Петокнижието пише, че менората символизира по-важния вид награда, а именно – духовната. Седемте ѝ разклонения олицетворяват седемте науки, коренящи се в Божествената Тора. Според него менората се изработва от чисто злато, за да демонстрира, че истинската мъдрост трябва да остане чиста и да не се поддава на никакви чужди идеи, които са в разрез с юдаизма. А фактът, че е изработена от цял, масивен златен слитък говори, че всички науки се сливат в единна хармония.

### Кабала
Кабалистите разглеждат менората като един от главните символи на сефирота, а в практическата кабала тя се разглежда като ефективно средство за защита срещу зли сили.
Според Кабала, менората представлява сама по себе си мъдростта на Тората и олицетворява интелекта. Тя трябва да използва само зехтин и то от първото извличане, тъй като, пак според Тората, умовете ни трябва да получават най-чистата информация. Излята е от един къс самородно злато, което символизира единството на Твореца. Златото, от което се отлива също трябва да бъде чисто, без никакви примеси. Седемте клона на менората символизират седемте заповеди, дадени на народите на света. На нея има 22 чашки, по няколко на всяко стебло и съответстващи на 22-те букви от иврит. Освен това цар Соломон поставя в Храма десет менори, които горят със 70 пламъка. Те символизира седемдесетте народа по света, задължени да изпълняват седемте заповеди, които Всевишният дарява на цялото човечество.

## Съвременност
В наше време изображението на менора, наред със звездата на Давид, е най-разпространеният и разпознаваем еврейски национален и религиозен символ. Тя става популярен елемент при украсата на синагоги, по витражи и архитектурни детайли. Често е изобразявана на марки, монети и сувенири.
Днес репродукция на менората в естествен ръст може да се види в Стария град на Йерусалим. Тя е създадена от Института по проучване на Храма в съответствие с всички закони на Халаха и съобразена с историческите източници.
Менората е основен елемент в герба на Израел.
В парка срещу Кнесета е поставена 5-метрова бронзова менора, дело на немско-еврейския скулптор Бено Елкан и подарена на правителството от парламента на Великобритания през 1956 г. Украсена е с 29 отлети релефи, изобразяващи сцени от еврейската история. Стените в сградата на Кнесета са декорирани с мозаечни изображения на менори, изпълнени от Марк Шагал.
В началото на 2002 г. Йон Метцгер, главният равин на Израел, получава аудиенция при римския папа Йоан Павел II. Сред въпросите, които са разисквани, е включено и официално запитване за съдбата на менората от Храма. По потвърждение на лицата от папската канцелария, тя отдавна е изгубена.
По повод фестивала на светлините и в чест на еврейския празник Ханука, през 2004 г. в центъра на Йерусалим е издигната най-голямата дотогава менора, която даже кандидатства за рекордите на Гинес. Тя е висока 20 метра, широка 21 метра и цялото съоръжение тежи 50 тона. За него са използвани 1800 осветителни тела.

### Менората в изкуството
- Пещерата на во̀йна (национален парк Бейт-Шеарим)
- Илюстрация на менора от 1709 г. в Acta Eruditorum
- Емблемата на еврейския легион през Първата световна война
- Декоративна византийска игла
- Гербът на Израел
- Скулптура на менора в Кнесета